# Ou d'insecte

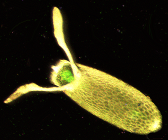
Ou de Drosophila melanogaster

## Subjectes en relació amb l'ou d'insecte

### Aspecte
L'ou de l'insecte té sovint motius molt delicats, de colors diverses.

### Còrion o cori
Es tracta d'un embolcall al voltant dels ous de certs insectes Una etapa de descorionització és necessària en els ous de mosquits per a poder-hi efectuar experiments de manipulació genètica.

### Micròpil
Es tracta d'una obertura, en general apical, de l'ou de l'insecte. És el punt d'entrada del semen

### Durada de la incubació
En la major part des les espècies que deixen el desenvolupament de llurs ous dependre de condicions exteriors (insectes, peixos, amfibis, rèptils...), la durada d'aquest desenvolupament no és fixa com en les espècies homeotermes que incuben llurs ous (ocells, mamífers prototeris). Per a desenvolupar-se els ous dels primers han tingut menester d'una certa « quantitat » de calor. Una valor pot ser calculada de manera a modelitzar aquesta necessitat, aquesta xifra en unitat graus/dies presumeix a un nombre de dies i temperatures a les quals s'ha ha tingut lloc el desenvolupament. Com més les temperatures són baixes, més gran serà la durada entre la posta i la desclosa.

### Ooteca

Escarabat de cuina femella (Ectobius pallidus) que duu una ooteca
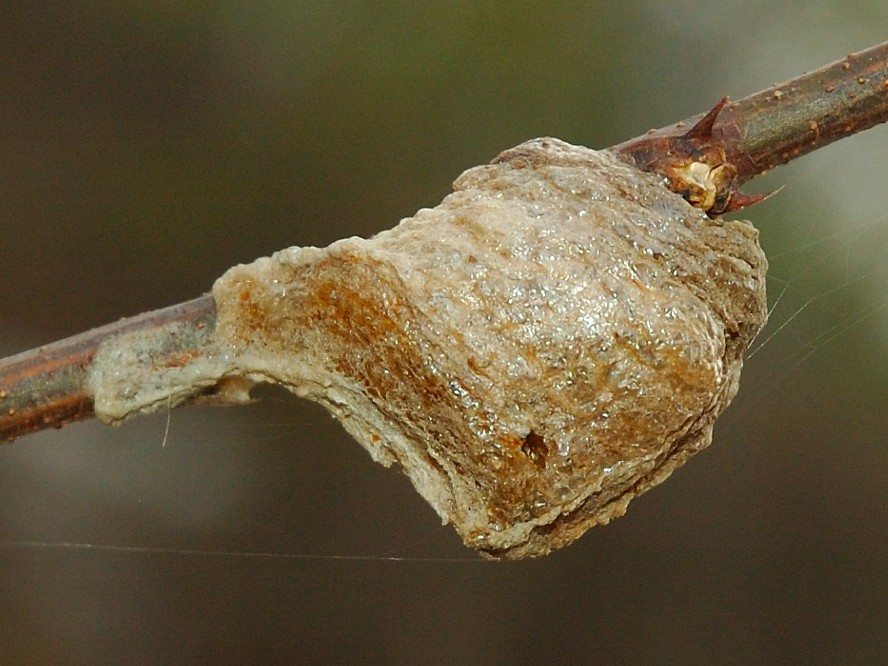
Ooteca de mantis
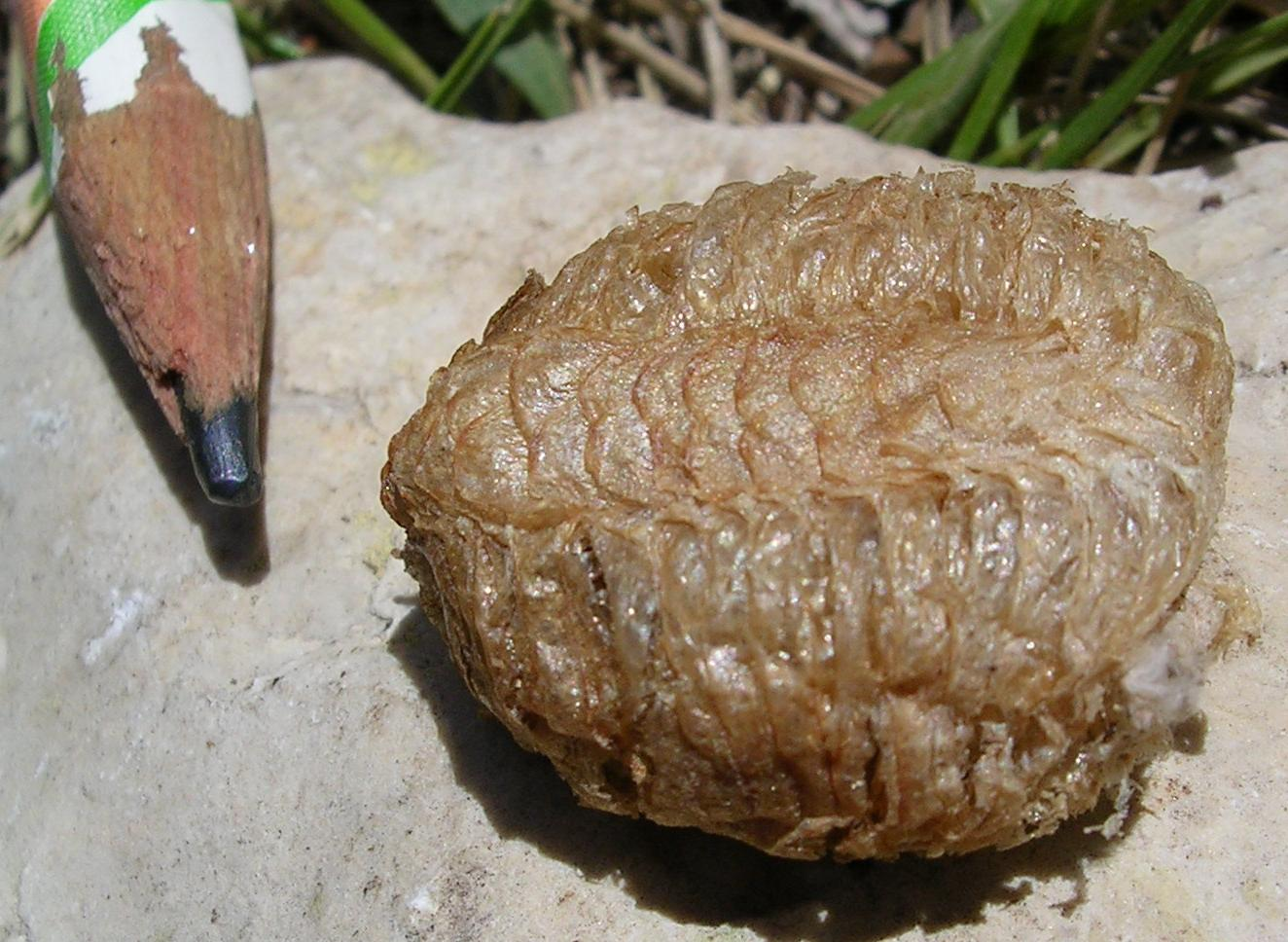
Ooteca de Mantis religiosa

Membrana-clofolla que protegeix la posta (ous) de certs insectes, sobretot els escarabats de cuina i els pregadeus, i en certs mol·luscs. La paraula és una combinació de dues paraules gregues oion, significant "ou" i theke, significant "coberta" o "contenidor".Una ooteca conté normalment molts ous, envoltats d'una escuma de proteïnes que pot llavors endurir per a formar una closca sòlida que assegura una protecció.
La posta surant de certes espècies de mosquits es diu una naveta.

### Ovípar
L'adjectiu ovípar caracteritza animals que ponen. El nom corresponent a aquest adjectiu és "oviparitat"La major part dels insectes són ovípars, però alguns són ovovivípars, és a dir que els ous desclouen a l'interior del cos de la femella, i són joves actius que neixen (com en el cas dels pugons).

### Oviposició
Acte per a una femella de pondre i de posar els seus ous a un lloc particular.
Els ous són dipositats en un tot compacte que evoca, per la seva forma, un abdomen de femella plena. Aquest "poll" de pregadéu és dipositat en llocs rígids i estables, allà on no el pot abastar qualsevol cosa vinguda del cel : pluja, gebre, calamarsa; fins i tot el sol directe sembla evitat. Aquest "poll" és doncs dipositat a sota de tot el que es pot trobar a la natura. L'hortolà o jardiner serà doncs bé avisat de protegir aquest "poll" de pregadeu (insecticida natural útil al jardí) que pot haver estat dipositat al cobert, sobre una eina o sota una simple post en l'hort o jardí.

### Ovipositor
Es tracta d'un òrgan generalment llarg i afilat, amb l'ajuda del qual molts insectes dipositen els seus ous als llocs més favorables a llur incubació.Hi ha diversos tipus d'ovipositors o "oviscaptes" : generalment, aquest òrgan de posta és en forma de sabre com en els ensífèrs (ensis = espasa), insectes de l'ordre dels ortòpters. Altres insectes com els rafidiòpters (superordre dels neuròpters) presenten igualment aquest tipus d'òrgan, en les femelles.
L'ovipositor pot ser una llarga tarière com al cas de cert efectiu de gasterúptids o d'icneumònids.

Al contrari, espècies com la libèl·lula Somatochlora que ponen en vol damunt de l'aigua no tenen gairebé ovipositor. Les que ponen superficialment en un sòl blan tenen un ovipositor molt curt, com la Somatochlora metallica.

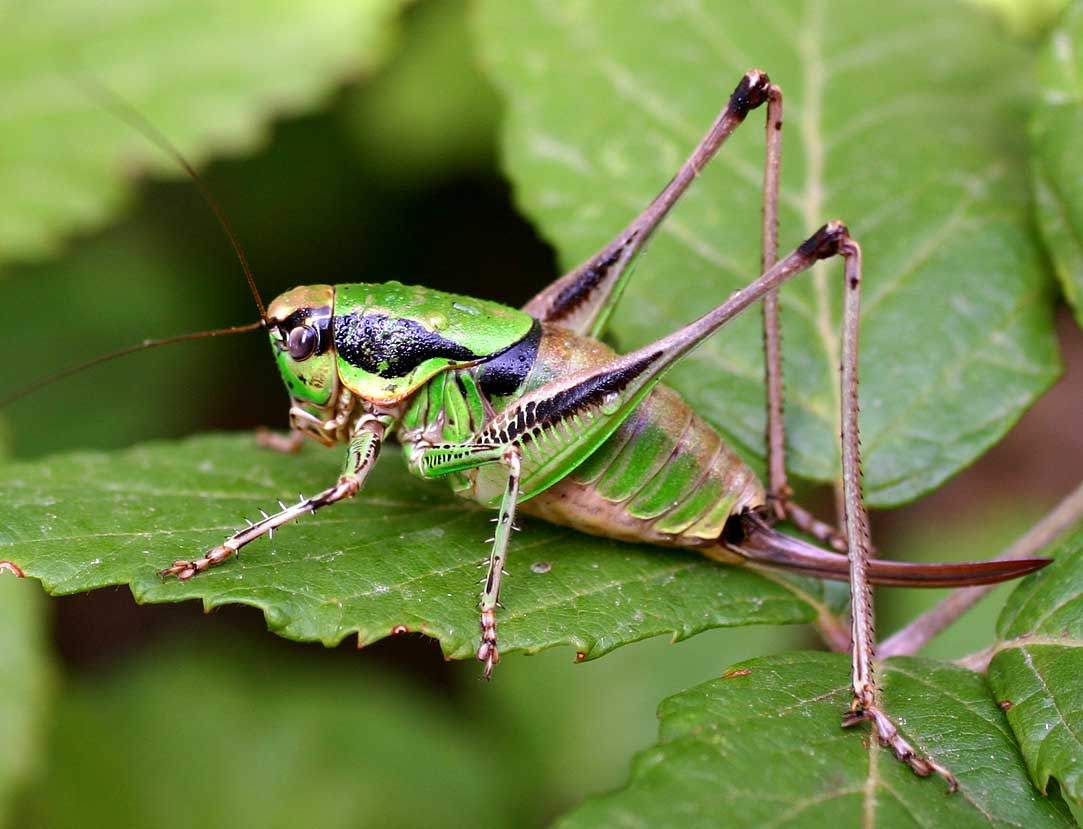
Eupholidoptera chabrieri (ovipositor en forma de sabre)
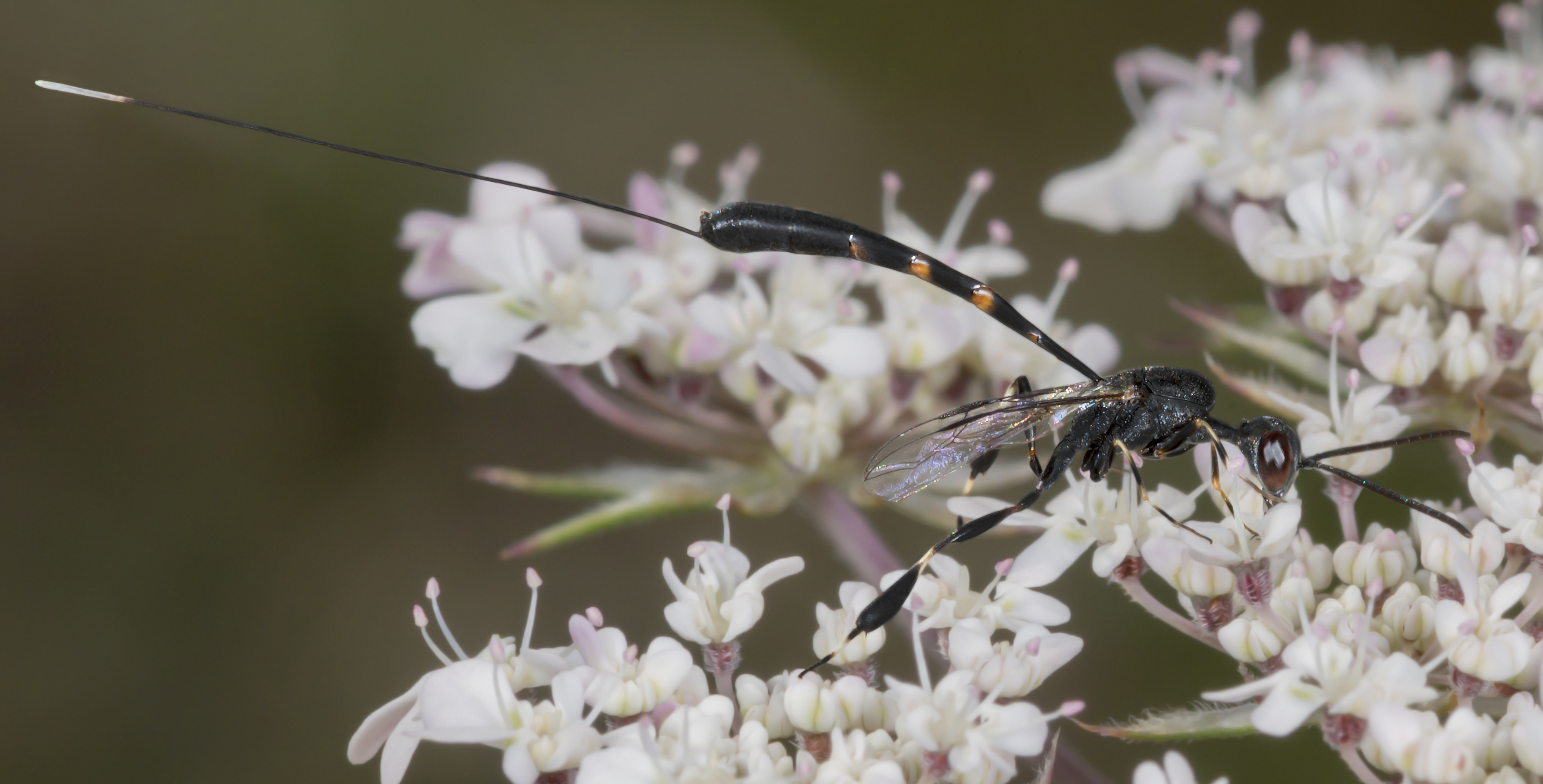
Gasteruption jaculator (ovipositor llarg i fi)
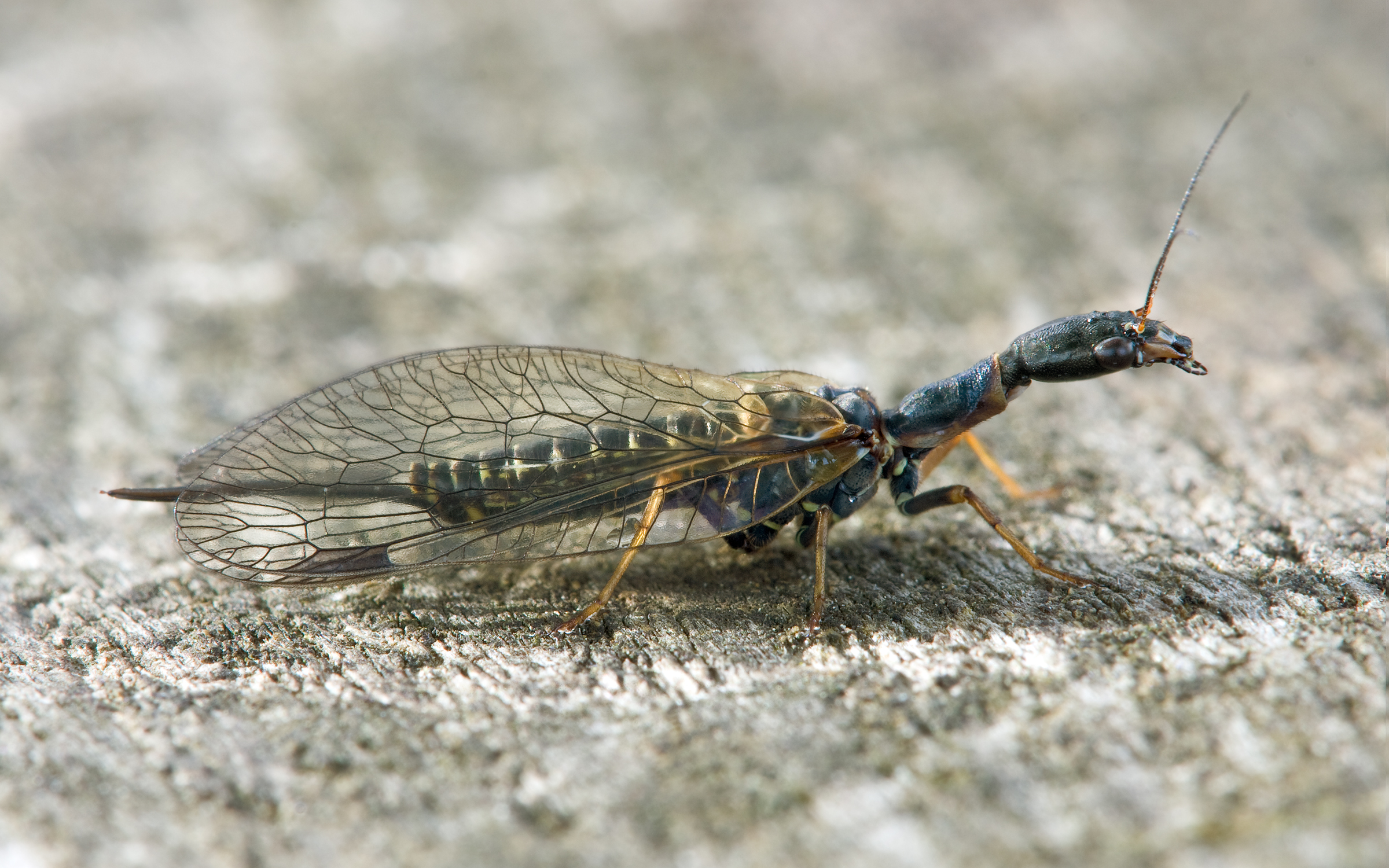
Ovipositor de Phaeostigma major
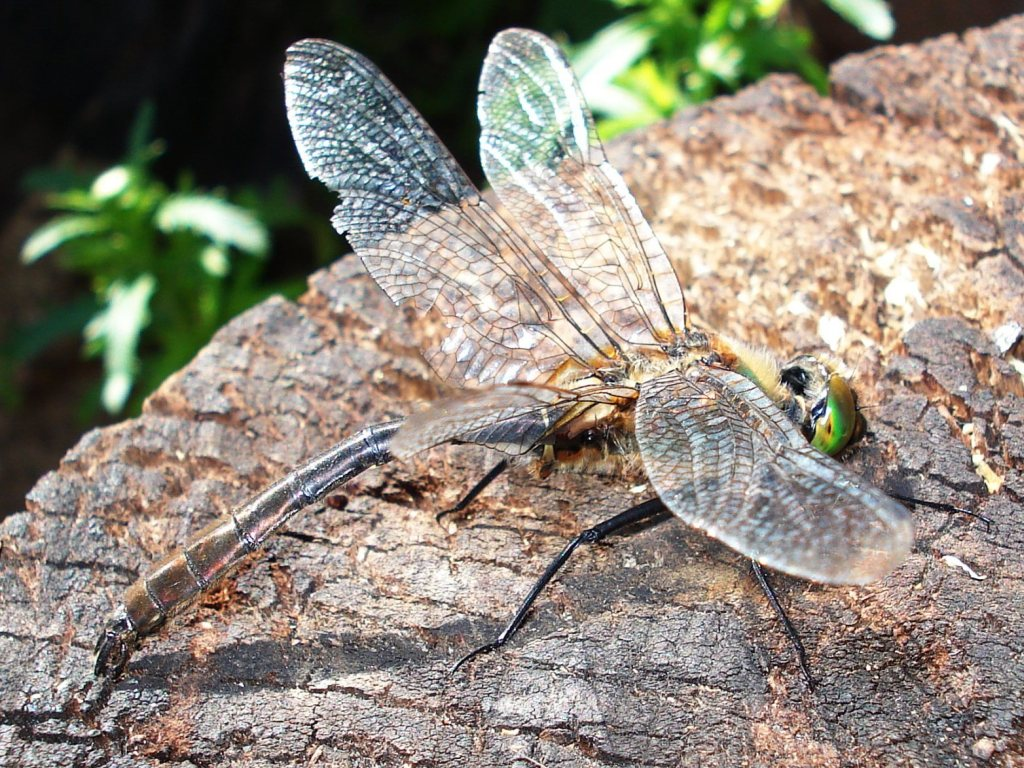
Somatochlora metallica (ovipositor molt reduït)